# Roland von Gardelegen

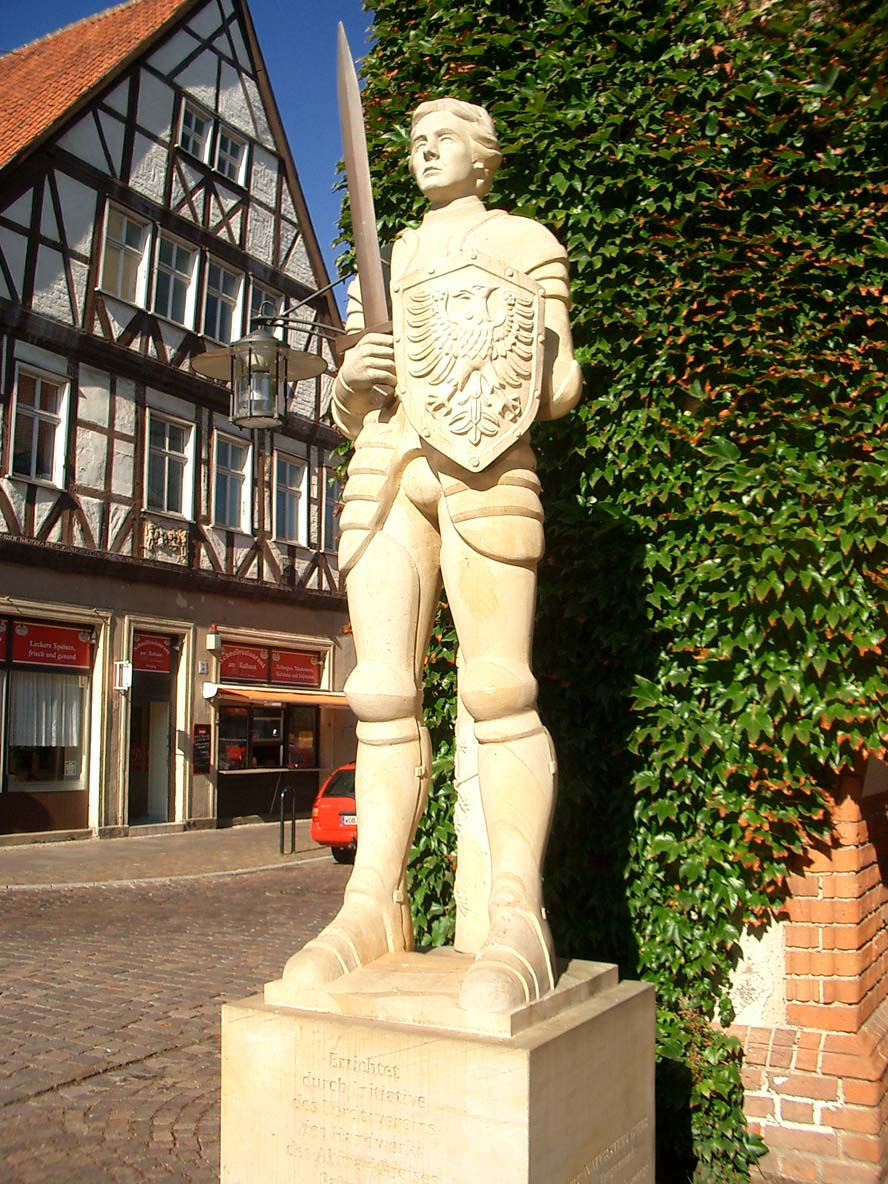
Roland in Gardelegen

Der Roland von Gardelegen ist eine Sehenswürdigkeit der Hansestadt Gardelegen. Er ist eine Statue eines Ritters mit einem Schwert. Rolandstatuen sind seit dem Mittelalter in vielen Städten des nord- und ostdeutschen Raumes ein Symbol für die Eigenständigkeit einer Stadt, die sich durch das Erringen eines eigenen Marktrechts und Gerichtsbarkeit auszeichnet. Sie galt allgemein als ein Zeichen für Bürgerstolz und Leistungskraft von Handwerkern und Kaufleuten.

## Geschichte
Der Roland wurde 1450 zum ersten Mal in der Stadtordnung erwähnt. Anlass für die urkundliche Erwähnung war die Vorschrift, sich bei einem ausbrechenden Feuer am Roland zu versammeln. Bei einem Stadtbrand im Jahre 1526 wurde die wahrscheinlich aus Sandstein gefertigte Statue so stark beschädigt, dass die Stadt eine neue in Auftrag gab. In dieser Zeit war die Stadt besonders durch den Export von Garleybier finanziell gut gestellt und so war diese Anschaffung möglich. Im Jahre 1564 wurde die neue Rolandstatue aus Elmkalkstein aufgestellt. In einer Chronik von 1668 wird berichtet, der Roland wäre „...eine Steinerne Statua, in Kriegesrüstung/hält in der einen Hand ein auffgerichtetes Schwerdt, die andere ist verschlossen.“
1667 wütete wiederum ein schwerer Stadtbrand, in dessen Verlauf die Rolandstatue Schaden nahm. Es wurde versucht, sie mittels zahlreicher Haltestützen vor dem Einsturz zu bewahren. Diese Maßnahmen hatten keinen dauerhaften Erfolg: in der Nacht des 18. Aprils 1727 fiel der Roland aber endgültig zusammen. Hierüber, sowie über das Aussehen der Rolandfigur, berichtet Johann Christoph Bekmann in seiner Historische[n] Beschreibung der Chur und Mark Brandenburg von 1751: „Vor dem Rahthause stehet eine Rolandssäule, fast auf die art, wie die zu Stendal, hat auch wie iene einen Eulenspiegel hinten an dem untertheil des rükkens, ist aber bei dem grossen brande A. 1667 etwas zuschaden gekommen. A. 1727, 18. April aber in der nacht gar nieder und in stükken zerfallen.“ Eine neuerliche Anschaffung war wegen der schlechten wirtschaftlichen Lage der Stadt zu jener Zeit nicht möglich.
Erst 275 Jahre nach seinem Fall, am 18. April 2002, wurde der neue Roland feierlich enthüllt. Er entstand unter der künstlerischen Leitung des Grafikers und Bildhauers Lutz Gaede. Die Skulptur misst ca. 4,30 m und ist aus Ummendorfer Sandstein gefertigt. Auf der Rückseite des Rolands befindet sich – der historischen Beschreibung folgend – eine kleine Narren-Figur, die auf einer von Hopfen umrankten Säule sitzt – eine Bezugnahme auf die historische Blütezeit der Stadt zwischen 1500 und 1630, die sie vor allem durch Hopfenanbau und Bierbrauerei erlangte.